# Menhir du Parc
Le menhir du Parc est un menhir situé sur la commune de Saint-Brice dans le département de Seine-et-Marne.

## Historique
Le menhir est signalé en 1864 par V. Plessier. Son authenticité fut l'objet d'une polémique. Il est inscrit au titre des monuments historiques en 1945.

## Description
Le menhir est constitué d'une dalle en meulière de 1,50 m de hauteur, large à la base de 2,50 m et une épaisse de 0,50 m.